# Persoonia glaucescens
Persoonia glaucescens (лат.) — кустарник, вид рода Персоония (Persoonia) семейства Протейные (Proteaceae), эндемик штата Новый Южный Уэльс в Австралии. Прямостоячий кустарник с гладкой корой, молодыми опушёнными веточками, копьевидными листьями и жёлтыми цветками. Единственная персоония в восточной Австралии с сизыми листьями.

## Ботаническое описание
Persoonia glaucescens — прямостоячий кустарник высотой 0,5-1,6 м, иногда до 3 м, с гладкой корой и коричневато-красными ветвями. Молодые ветви покрыты сероватыми волосками. Листья от узколопаткообразных до копьевидных с более узким концом к основанию, сизые, особенно в молодом возрасте, 30-80 мм в длину, 4-18 мм в ширину и закручен на 90 ° в основании. Цветки расположены группами до тридцати вдоль цветоноса до 190 мм в длину. Цветок на опушённой цветоножке длиной 1-3 мм. Листочки околоцветника жёлтые, длиной 11-12 мм, снаружи от редко- до умеренно-опушённых. Цветение происходит с января по май. Плод представляет собой мясистую зелёную костянку с пурпурными отметинами и содержит одно семя. Этот вид — единственная персоония в восточной Австралии с сизыми листьями.

## Таксономия
Впервые вид был официально описан в 1827 году Куртом Поликарпом Иоахимом Шпренгелем в 17-м издании Systema Vegetabilium из неопубликованного описания Франца Зибера. В 1848 году Стефан Эндлихер понизил вид до разновидности Persoonia lanceolata var. glaucescens. Лоренс Джонсон первоначально считала, что P. lanceolata и P. glaucescens произрастают на отдельных участках, и дала ему название Persoonia subsp. B, но поздние работы Питера Уэстона показали, что иногда они действительно растут вместе, не создавая видимости скрещивания. В результате Уэстон восстановил название P. glaucescens, опубликовав изменение в журнале Telopea.
В пределах рода P. glaucescens классифицируется в группе Lanceolata, группе из 58 близкородственных видов с похожими цветами, но очень разной листвой. Эти виды часто скрещиваются друг с другом, где встречаются два члена группы.

## Распространение
Persoonia glaucescens — эндемик австралийского штата Новый Южный Уэльс. Встречается небольшими разрозненными популяциями в районе, ограниченном Бакстоном на севере и Берримой на юге, исчезнув в национальном парке Тирлмер-Лейкс и в Фицрой-Фолз. Растёт на глинистых и гравийных почвах над латеритом на верхних склонах и гребнях, на высотах от 400 до 650 м. Произрастает в сухих склерофитовых эвкалиптовых лесах с такими деревьями, как Corymbia gummifera, Eucalyptus sclerophylla, E. piperita, E. sieberi, E. sparsifolia, E. punctata, а на возвышенностях — вместе с E. pauciflora. Вид предпочтительно приспосабливается к обочинам дорог.

## Охранный статус
Вид классифицируется как «уязвимый» в соответствии с Законом правительства Австралии об охране окружающей среды и сохранении биоразнообразия 1999 года и как «находящийся под угрозой исчезновения» в соответствии с Законом правительства Нового Южного Уэльса о сохранении биоразнообразия 2016 года. Основные угрозы для этого вида включают расширение троп и дорог, пожары и выпас скота.